# Distrito de Yasamal
Yasamal es un asentamiento y territorio en Bakú, Azerbaiyán. Tiene una población de 245,900.